# Bicuari Nationalpark
Bicuari Nationalpark  (portugisisk: Parque Nacional do Bicuar; også kaldet Bicuar Nationalpark  eller Bikuar/Huíla Nationalpark) er en nationalpark i Angola. Den ligger i den sydvestlige region af landet på Huíla-plateauet, omkring 120 km sydøst for Lubango. Parken er et område med sandede bakker og kratkarakter. Klimaet er tropisk semi-tørt. Bicuar blev etableret som et jagtreservat i 1938 og omdannet til en nationalpark i 1964. Historisk er den kendt for sine store pattedyr, såsom den sorte bøffel, men led hårdt under den angolanske borgerkrig (1975-2002). I løbet af denne tid blev dyrene stort set eller helt udryddet, men den angolanske regering gør nu en indsats for at genopbygge infrastrukturen og genbosætte dyrene.

## Naturen
Parken grænser mod øst af Cunenefloden. Den dominerende vegetation beskrives som  angolansk miobo skovland, et område med savanne og skove på plateauet øst for kystbakkerne. Dele af parken er sæsonbestemte sumpe eller vådområder  med græs.
Bicuari ligger i den nordlige ende af en særskilt økoregion kendt som de angolanske mopanskove. Området har en høj artsrigdom, varierende nedbør og viser betydningen af mopane  træer for dyrene og befolkningen i regionen.
Klimaet i Bicuari beskrives under det Köppens klimaklassificeringssystem som tempereret højlandsklima med tørre vintre (Cwb), og de varmeste måneders temperaturer er i gennemsnit under 22 °C. Den gennemsnitlige nedbør er 600–800 mm/år.

## Dyreliv
Området er historisk kendt for store flokke af almindelige antiloper, elefanter og andre store pattedyr. Udover elefanter og antiloper understøtter parken efter sigende også plettede hyæner, løver, elsdyrantilope, gnuer og zebraer.
Bestandene af alle arter menes at være blevet alvorligt reduceret under krigen; parken blev efter sigende brugt som øvelsesområde for artilleri og  krybskytteri og menneskelig indgreb  har også haft betydning. Siden fjendtlighedernes ophør har  Huíla-provinsregeringen påbegyndt arbejdet  for at genopbygge parkens infrastruktur for at tiltrække og beskytte dyr. Fra 2013 er det blevet rapporteret, at nogle af de store pattedyr vender tilbage til Bicuar. Parkadministratorene  udtalte, at de "er glade for, at flokke af elefanter vender tilbage til kommunerne Quipungo, Matala og Gambos, da dyrene genkender deres habitat og formerer sig inde i parken". 